# Kanjikoil
Kanjikoil es una ciudad y nagar Panchayat situada en el distrito de Erode en el estado de Tamil Nadu (India). Su población es de 11294 habitantes (2011). Se encuentra a 23 km de Erode.

## Demografía
Según el censo de 2011 la población de Kanjikoil era de 11294 habitantes, de los cuales 5586 eran hombres y 5709 eran mujeres. Kanjikoil tiene una tasa media de alfabetización del 70,29%, inferior a la media estatal del 80,09%: la alfabetización masculina es del 78,83%, y la alfabetización femenina del 61,96%.